# Baie Verte (gemeente in Newfoundland en Labrador)
Baie Verte is een gemeente (town) in de Canadese provincie Newfoundland en Labrador. De gemeente ligt aan de noordkust van het eiland Newfoundland op het gelijknamige schiereiland.

## Geschiedenis
In 1958 werd het dorp door de provincie erkend als een gemeente. Het vissersdorp Baie Verte werd economisch aantrekkelijk vanwege de asbestmijn die in 1963 net ten noorden ervan geopend werd. De plaats wist op vrij beperkte tijd honderden inwijkelingen aan te trekken, onder andere uit relatief nabij gelegen geïsoleerde gemeenschappen zoals Round Harbour. De mijn was actief tot begin jaren 1990. Ze liet een enorme kunstmatige berg met overschot van de asbestextractie, evenals een erg grote en diepe mijnkuil achter. In de 21e eeuw zijn er zorgen over het gezondheidsrisico dat dit inhoudt.

## Demografie
Demografisch gezien kent Baie Verte, net zoals de meeste afgelegen dorpen op Newfoundland, een dalende langetermijntrend. Tussen 1981 en 2021 daalde de bevolkingsomvang van 2.491 naar 1.311. Dat komt neer op een daling van 1.180 inwoners (-47,4%) in 40 jaar tijd.
| Demografische ontwikkeling van Baie Verte tussen 1951 en 2021              |
| -------------------------------------------------------------------------- |
|                                                                            |
| Bron: Statistics Canada (1951–1986, 1991–1996, 2001–2006, 2011–2016, 2021) |

### Taal
In 2021 hadden vrijwel alle inwoners van Baie Verte het Engels als moedertaal. Hoewel niemand het Frans als moedertaal had, waren er vijftien mensen die die andere Canadese landstaal konden spreken (1,1%). Zo'n 20 mensen waren een andere taal dan het Engels of Frans machtig.

## Gezondheidszorg
In de gemeente bevindt zich het Baie Verte Peninsula Health Centre, een gezondheidscentrum dat zowel primaire als langetermijnzorg aanbiedt aan de inwoners uit de ruime omgeving. Het centrum valt onder de bevoegdheid van de gezondheidsautoriteit Central Health.